# 小山晃佑
小山 晃佑（こやま こうすけ、英: kosuke koyama、1929年12月10日 - 2009年3月25日）は、日本で生まれたアメリカ合衆国の牧師、宣教師、神学者。

## 経歴
東京府生まれ。1952年日本基督教神学専門学校（現在の東京神学大学）卒業。在学中、北森嘉蔵教授に師事。日本基督教団の補教師となる。1954年米国・ドルウ神学大学卒。1959年米国・プリンストン神学大学大学院にて神学博士。
1960年から1968年まで、日本基督教団宣教師としてタイ国チェンマイ神学校にて教える。1961年、タイ王国キリスト教会牧師として按手を受ける。1968～1974年シンガポール・東南アジア神学大学院（ATESEA、現在はフィリピン）学長を務め、1974年ニュージーランド・オタゴ大学神学部教授、1981年米国・ニューヨーク・ユニオン神学大学エキュメニックス（英: Ecumenics）教授、1996年退任。同校名誉教授。2009年3月25日マサチューセッツ州スプリングフィールドの病院にて、食道ガンに肺炎を併発し、召天。 

## 著書
- Waterbuffalo Theology / S.C.M. Press, 1974.
  - 『水牛神学 アジアの文化のなかで福音の真理を問う』森泉弘次訳 教文館 2011年
- 50 Meditations / Christian Journals Ltd., 1975.
- Theology in Contact : Six Reflections on God’s Word and Man’s Life in God’s World / Christian Literature Society, 1975. Word for the world
- 『時速五キロの神』望月賢一郎訳 同信社 同信新書 1982年
- Mount Fuji and Mount Sinai : a Pilgrimage in Theology / SCM Press, 1984.
  - 『富士山とシナイ山 偶像批判の試み』森泉弘次訳 教文館 2014年
- 『愛は裏口ではありません』同信社 同信新書 1984年
- 『しばしあなたをすてたけれども』同信社 同信新書 1984年
- 『落ちつかない夜』同信社 同信新書 1985年
- 『助産婦は神を畏れていたので』原みち子訳 同信社 1988年
- 『人類の将来とキリスト教』同信社 1990年
- 『裂かれた神の姿』岩橋常久訳 日本基督教団出版局 1996年
- 『その町が平安であれば』同信社 2002年
- 『逆コース』同信社 2007年
- 『視よ、この人なり』同信社 2007年
- 『神学と暴力 非暴力的愛の神学をめざして』森泉弘次・加山久夫編訳 教文館 2009年
- 『十字架につけられた精神 アジアに根ざすグローバル宣教論』森泉弘次訳 教文館 2016年